# Rita Klöpper

Rita Klöpper (2013)

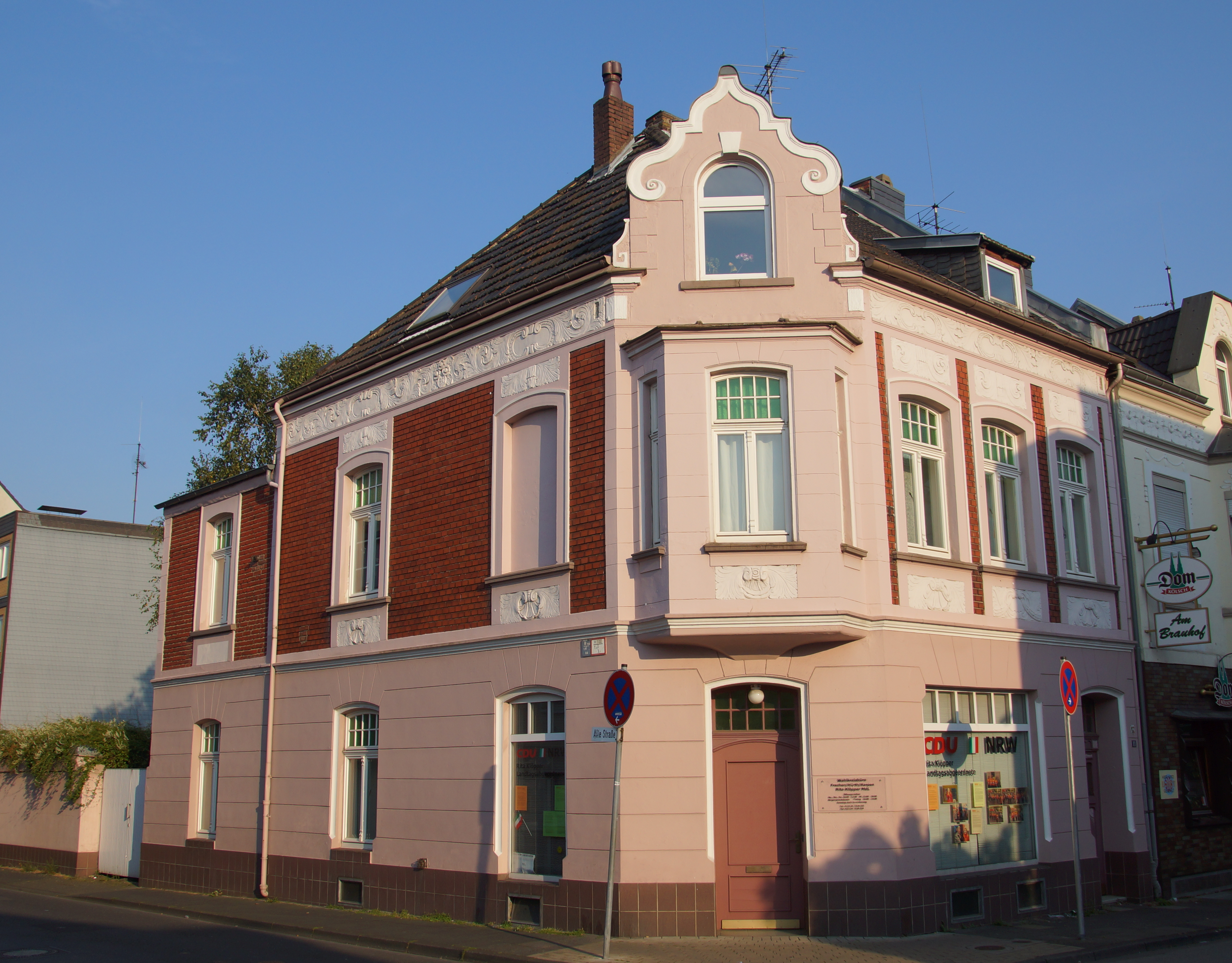
Wahlkreisbüro in Frechen (2015)

Rita Klöpper (* 8. Juni 1944 in Köln) ist eine ehemalige deutsche Politikerin (CDU). Von 2005 bis 2017 war sie Abgeordnete im Landtag Nordrhein-Westfalen.

## Biographie
Rita Klöpper beendete die Schule 1960 mit der Mittleren Reife. Anschließend absolvierte sie eine Ausbildung zur Bankkauffrau, die sie 1963 abschloss. Von 1965 bis 1967 war sie Abteilungsleiterin in einem Bauunternehmen. Nach einem Erziehungsurlaub war sie von 1969 bis 2005 Angestellte der Raiffeisenbank Frechen-Hürth e.G.

## Partei und Politik
1995 wurde Klöpper Mitglied der CDU. Im gleichen Jahr wurde sie zur stellvertretenden Vorsitzenden des CDU-Stadtverbands Frechen gewählt. Sie ist seit 2000 Mitglied im Vorstand des Kreisverbandes Rhein-Erft der Frauenunion, sowie im Vorstand des Kreisverbandes Rhein-Erft der Christlich-Demokratischen Arbeitnehmerschaft (CDA) und der Kommunalpolitischen Vereinigung (KPV) der CDU.
Von 1999 bis 2009 war Klöpper Mitglied im Rat der Stadt Frechen, seit 2004 war sie hier Mitglied des Fraktionsvorstands der CDU. Seit 1999 ist sie Abgeordnete des Kreistages des Rhein-Erft-Kreises, seit 2004 Mitglied im Vorstand der CDU-Fraktion.
Am 8. Juni 2005 zog Rita Klöpper erstmals als direkt gewählte Kandidatin für den Wahlkreis 6 Rhein-Erft-Kreis II in den Landtag NRW ein und wurde 2010 wiedergewählt. Mit 44,9 % der Erststimmen (gegenüber 38,1 % für Hardy Fuß von der SPD) zog sie in den Landtag ein. Sie war ab der 15. Wahlperiode Vorsitzende des Petitionsausschusses NRW.
Bei der Landtagswahl 2012 in NRW unterlag Klöpper Brigitte Dmoch-Schweren im Landtagswahlkreis Rhein-Erft-Kreis III, zog aber über die Landesliste der CDU ins Parlament ein. Mit dem Ende der Legislaturperiode schied sie 2017 aus dem Landtag aus.
Sie war Mitglied der 15. Bundesversammlung (Deutschland) zur Wahl des deutschen Bundespräsidenten.
Sie ist verheiratet und Mutter dreier Kinder.